# Lens-Lestang
Lens-Lestang è un comune francese di 840 abitanti situato nel dipartimento della Drôme della regione dell'Alvernia-Rodano-Alpi.

## Società

### Evoluzione demografica
Abitanti censiti